# ジミー・ウィンクフィールド
ジェームズ・“ジミー”・ウィンクフィールド（ James "Jimmy" Winkfield、1882年4月12日 - 1974年3月23日 ）は、ケンタッキー出身のサラブレッドの騎手、調教師。ケンタッキーダービーに勝利した最後のアフリカ系アメリカ人騎手として記憶されている。

## 経歴
ウィンクフィールドはチリズバーグで生まれ、1898年、16歳で騎手のキャリアをスタートしたが、発馬機での4頭の馬の事故と係わり、1競走だけで騎乗停止処分となった。その後1900年に復帰、ケンタッキーダービーでスライヴ（Thrive）という名前の馬に騎乗して3着となった。1901年には220勝を挙げ、ケンタッキーダービーでもヒズエミネンス（His Eminence）に乗って制覇した。1902年にも再び同競走アラナデール（Alan-a-Dale）で制して連勝を遂げた。1903年アーリー（Early）という馬に乗って2着に入り、同年でアメリカでの騎手生活を終えた。
翌年、ウィンクフィールドはロシアに移住した。そこで彼は有名人として迎えられ、皇帝ニコライ2世の名においてヨーロッパ各地の競馬場で騎乗した。ロシアオークス5回、ロシアダービー4回、皇帝賞を3度とワルシャワダービーに勝利した。1917年にロシア革命が勃発すると、フランスへ移って競馬を再開し、共和国大統領賞（現サンクルー大賞）、ドーヴィル大賞典、ユージンアダム賞を始めとする多くの競走で勝利を収めた。2,500勝以上を挙げて50歳で騎手を引退し、競走馬の調教師となって二度目の成功を収めた。
ウィンクフィールドはパリ郊外メゾンラフィット競馬場近くの農場に住み、第二次世界大戦中ドイツのフランス占領から避難するまでそこに残った。戦後もメゾンラフィットの農場に戻り、1974年に亡くなるまで暮らした。
1960年にジミー・ウィンクフィールドは、彼のケンタッキーダービーにおける歴史的勝利の60周年を祝うために用意された式典に出席している。また没後の2004年、アメリカ競馬名誉の殿堂博物館はその功績を称えてウィンクフィールドの殿堂入りを発表している。アケダクト競馬場のジミー・ウィンクフィールド・ステークスは、彼の功績を称え行われている。
2005年、アメリカ合衆国下院はジミー・ウィンクフィールドを称える決議を可決した。

## 主な騎乗馬
- ヒズエミネンス His Eminence, 1898 （ケンタッキーダービー、クラークハンデキャップ）
- アラナデール Alan-a-Dale, 1899 （ケンタッキーダービー、ブライトンジュニアステークス）
- マチェスニー McChesney, 1899 （ハーレムナショナルハンデキャップ）

## 主な勝鞍
- クラークハンデキャップ (1901)
- テネシーダービー (1901)
- ラトニアダービー (1901)
- ケンタッキーダービー (1901, 1902)
- モスクワダービー (2)
- ロシアダービー (3)
- ロシアオークス (5)
- ワルシャワダービー (2)
- バーデン大賞 (1909)
- ユージンアダム賞
- 共和国大統領賞（サンクルー大賞） (1922)
- ドーヴィル大賞典 (1922)

## 表彰
- ロシアチャンピオンジョッキー（3回）

## 顕彰
- アメリカ競馬名誉の殿堂（2004年）
- ジミー・ウィンクフィールド・ステークス（アケダクト競馬場）
- アメリカ合衆国下院決議231号： ジミー・ウィンクフィールドの生涯を称える決議